# Rudolf Wetzer
Rudolf « Rudy » Wetzer I, né le 17 mars 1901 à Temesvár à l'époque en Autriche-Hongrie (aujourd'hui en Roumanie) et mort le 13 avril 1993 à Haïfa en Israël, était un ancien joueur devenu entraîneur de football roumain.

## Biographie
Wetzer, d'origine juive, il est le capitaine de la sélection roumaine sous la direction de Costel Rădulescu, qui participe à la première coupe du monde de football en 1930.
En mai 1930, les Roumains perdent à Belgrade à la Coupe du Roi Alexandre quand Emerich Vogl est le capitaine. Il est remplacé par Wetzer deux semaines plus tard lors d'un match amical contre la Grèce à Bucarest, où Wetzer inscrit cinq buts pendant le match (victoire 8-1).
Au total, Wetzer joue 17 fois pour la Roumanie et inscrit 13 buts.
À la coupe du monde, la Roumanie est dans le groupe avec l'Uruguay et du Pérou. Ils battent les Péruviens 3-1 avant de perdre contre 4-0 contre les hôtes uruguayens et futurs vainqueurs du tournoi, dont le match a lieu à l'Estadio Centenario à Montevideo.
Avec la Roumanie, il est un buteur prolifique. Il finit meilleur buteur de la première de la Coupe des Balkans des nations en 1929/30 (7 buts).
En club, il joue pour le Juventus FC Bucarest (champion de Roumanie en 1929/30), avec Vogl et László Raffinsky notamment. Dans les années 1920, il part jouer pour l'Unirea Timișoara (c'est sous ces couleurs qu'il participe avec son pays aux Jeux olympiques de 1924) et Chinezul Timișoara.
Son dernier match en équipe nationale (pendant qu'il joue au Ripensia Timișoara) est en 1932 lors d'une défaite 2-0 contre la Bulgarie à Belgrade.
Il a également joué en Yougoslavie au BSK Belgrade (il se fait appeler Rudolf Večer en Serbie), en Hongrie à l'Újpest FC (il se fait appeler Rudolf Veder en Hongrie), en France au Hyères FC et dans son pays à l'ILSA Timișoara et au Craiovan Craiova.
Il devient entraîneur après sa retraite de joueur. En 1958, pendant la période de répression sur les opposants et les minorités du gouvernement socialiste roumain, Wetzer est interdit de travailler, pour motif d'idéologie révisionniste et bourgeoise, indiscipline et anarchisme. Wetzer est sujet d'une interdiction de toute fonction.
Faisant partie de la communauté juive, il émigre ensuite vers Israël où il passe le reste de sa vie. Il meurt à Haïfa au printemps 1993.